# Fonction récursive primitive
En théorie de la calculabilité, une fonction récursive primitive est une fonction construite à partir de la fonction nulle, de la fonction successeur, des fonctions projections et des schémas de récursion primitive (ou bornée) et de composition.  Ces fonctions constituent un sous-ensemble strict des fonctions récursives.

## Historique
Elles ont été initialement analysées par la mathématicienne Rózsa Péter.

## Définition d'une fonction récursive primitive
On s'intéresse aux fonctions définies sur l'ensemble {\displaystyle \mathbb {N} } des entiers naturels, ou sur les ensembles {\displaystyle \mathbb {N} ^{k}} des {\displaystyle k}-uplets d'entiers naturels, et à valeurs dans {\displaystyle \mathbb {N} }.
On construit les fonctions récursives primitives par induction en partant des trois fonctions de base :
- La fonction identiquement nulle ;

- La fonction successeur : {\displaystyle Succ(t)=t+1} ;

- Les projections : {\displaystyle (x_{1},...,x_{k})\rightarrow x_{i}}.

et en itérant les deux constructions suivantes :
- La composition de fonctions : si {\displaystyle g_{1}}, {\displaystyle g_{2}}, ..., {\displaystyle g_{k}} sont récursives primitives sur {\displaystyle \mathbb {N} ^{n}} et si {\displaystyle h} est récursive primitive sur {\displaystyle \mathbb {N} ^{k}}, toutes déjà définies, alors la fonction {\displaystyle f=h(g_{1},...,g_{k})} est une fonction récursive primitive définie sur {\displaystyle \mathbb {N} ^{n}} ;

- La définition récursive d'une fonction : si {\displaystyle g} est récursive primitive sur {\displaystyle \mathbb {N} ^{n}}, et {\displaystyle h} récursive primitive sur {\displaystyle \mathbb {N} \times \mathbb {N} \times \mathbb {N} ^{n}}, on définit une nouvelle fonction récursive primitive {\displaystyle f} sur {\displaystyle \mathbb {N} ^{n+1}} par :

{\displaystyle f(0,{\vec {y}})=g({\vec {y}})}
{\displaystyle f(Succ(x),{\vec {y}})=h(x,f(x,{\vec {y}}),{\vec {y}})}.

## Programmation
Les fonctions récursives primitives se programment dans la plupart des langages de programmation, à l'aide d'une simple instruction itérative for :
function f(x,y):
z := g(y)
for i from 0 to x-1 do z := h(i,z,y) do
  return(z)
Il n'y a pas de boucles qui s'exécutent tant qu'une condition de sortie n'est pas vérifiée (boucle tant que, en anglais while), et le calcul des fonctions récursives primitives se termine toujours.

## Exemples

### Prédécesseur d'un entier naturel
predecesseur(0) = 0
predecesseur(Succ(x)) = x
On utilise ici la définition récursive de predecesseur en prenant n=0, g la fonction identiquement nulle, h(x,y) = x projection sur la première composante.

### Somme de deux entiers
somme(0,y) = y
somme(Succ(x),y) = Succ(somme(x,y))
On utilise ici la définition récursive de somme en prenant n=1, g(y) = y, h(x,z,y) = Succ(z), composée de la fonction Successeur et de la projection sur la deuxième composante.

### Somme de fonctions récursives primitives
Plus généralement, si {\displaystyle g(i,{\vec {x}})} est une fonction récursive primitive de {\displaystyle (i,{\vec {x}})}, alors {\displaystyle f(n,{\vec {x}})=\sum _{i=0}^{n}g(i,{\vec {x}})} est une fonction récursive primitive de {\displaystyle (n,{\vec {x}})}.

### Produit de deux entiers
produit(0,y) = 0
produit(Succ(x),y) = somme(y,produit(x,y))
On utilise ici la définition récursive de produit en prenant n=1, g identiquement nulle, h(x,z,y) = somme(y,z), composée de la fonction somme déjà définie et de deux projections.

### Produit de fonctions récursives primitives
Plus généralement, si {\displaystyle g(i,{\vec {x}})} est une fonction récursive primitive de {\displaystyle (i,{\vec {x}})}, alors {\displaystyle f(n,{\vec {x}})=\prod _{i=0}^{n}g(i,{\vec {x}})} est une fonction récursive primitive de {\displaystyle (n,{\vec {x}})}.

### Signe d'un entier
Il s'agit de la fonction valant 0 pour x = 0 et 1 pour x > 0.
sg(0) = 0
sg(Succ(x)) = 1
On a pris n = 0, g nulle, h égale à la constante 1.

### Différence tronquée
La différence tronquée de y par x vaut y-x si x < y et 0 sinon.
soustrait(0,y) = y
soustrait(Succ(x),y) = predecesseur(soustrait(x,y))
On a pris g(y) = y et pour h la fonction predecesseur déjà définie appliquée sur sa deuxième composante.
Il en résulte que la valeur absolue | x - y | = soustrait(x,y) + soustrait(y,x) est également récursive primitive.
Il en est de même de max(x,y) = x + soustrait(x,y) et de min(x,y) = soustrait(max(x,y),x+y).

## Prédicats récursifs primitifs

### Définition
À tout prédicat défini sur {\displaystyle \mathbb {N} ^{k}}, on peut associer sa fonction caractéristique :
{\displaystyle f({\vec {x}})=1\;{\rm {si}}\;P({\vec {x}})\;{\rm {vrai}}}
{\displaystyle f({\vec {x}})=0\;{\rm {si}}\;P({\vec {x}})\;{\rm {faux}}}
On dira que le prédicat P est récursif primitif lorsque sa fonction caractéristique est récursive primitive.
On peut montrer que, si deux prédicats P et Q sont récursifs primitifs, il en est de même des prédicats (non P), (P et Q), (P ou Q), (P implique Q).

### Exemples
Le prédicat x < y est récursif primitif, puisque sa fonction caractéristique est égale à sg(soustrait(x,y)), qui est une fonction récursive primitive.
Sont également récursifs primitifs les prédicats suivants :
x divise y
x est un nombre premier
x mod y = z

### Quantification bornée
Si {\displaystyle P(x,{\vec {y}})} est un prédicat récursif primitif de {\displaystyle (x,{\vec {y}})}, alors les deux prédicats suivants sont des prédicats récursifs primitifs de {\displaystyle (n,{\vec {y}})} :
- {\displaystyle \forall x\leq n,P(x,{\vec {y}})} ;
- {\displaystyle \exists x\leq n,P(x,{\vec {y}})}.

En effet, si {\displaystyle f(x,{\vec {y}})} est la fonction caractéristique associée à {\displaystyle P(x,{\vec {y}})}, alors les fonctions caractéristiques associées aux deux prédicats de quantification bornée précédents sont respectivement :
- {\displaystyle \prod _{x=0}^{n}f(x,{\vec {y}})} ;
- {\displaystyle 1-\prod _{x=0}^{n}(1-f(x,{\vec {y}}))}.

Il est très important de borner la quantification par un nombre n. En effet, les prédicats {\displaystyle \forall x,P(x,{\vec {y}})} et {\displaystyle \exists x,P(x,{\vec {y}})} ne sont pas récursifs primitifs.
Ainsi, le prédicat « il existe un nombre parfait impair inférieur à n » est récursif primitif, mais pas le prédicat « il existe un nombre parfait impair ». On ignore d'ailleurs (en 2015) la valeur de vérité de ce dernier prédicat.

### Minimisation bornée
Si {\displaystyle P(x,{\vec {y}})} est un prédicat récursif primitif de {\displaystyle (x,{\vec {y}})}, alors la fonction définie par :
{\displaystyle f(n,{\vec {y}})=} le plus petit {\displaystyle x\leq n} vérifiant {\displaystyle P(x,{\vec {y}})}, si un tel x existe, et = n+1  sinon
est récursive primitive.
En effet, si {\displaystyle g(x,{\vec {y}})} est la fonction caractéristique associée à {\displaystyle P(x,{\vec {y}})}, alors f est définie comme suit :
{\displaystyle f(n,{\vec {y}})=\sum _{k=0}^{n}\prod _{i=0}^{k}(1-g(i,{\vec {y}}))}
Là aussi, il est important de borner la recherche du minimum. La fonction cherchant le plus petit x vérifiant {\displaystyle P(x,{\vec {y}})} n'est plus récursive primitive en général.
Ainsi, la fonction cherchant le plus petit nombre parfait impair inférieur à n (ou n+1 s'il n'existe pas) est une fonction récursive primitive de n. Mais la fonction donnant le plus petit nombre parfait impair supérieur à n n'est pas récursive primitive.

## Limites de la récursion primitive
Une première limitation de la récursion primitive intervient dans les algorithmes susceptibles de ne pas se terminer. Tel est le cas de la quantification non bornée ou de la minimisation non bornée, vues précédemment. 
Mais il ne suffit pas qu'une fonction soit définie récursivement, et par un procédé se terminant pour toute valeur des données, pour que la fonction soit récursive primitive. L'ensemble des fonctions récursives primitives n'est en effet qu'une partie de l'ensemble des fonctions récursives. Ainsi, la fonction d'Ackermann définie par
ackermann(0,p) = Succ(p)
ackermann(Succ(n),0) = ackermann(n,Succ(0))
ackermann(Succ(n),Succ(p)) = ackermann(n,ackermann(Succ(n),p))
n'est pas récursive primitive car la récursion se fait sur deux entiers simultanément. Pourtant la définition doublement récursive de cette fonction permet en théorie de calculer sa valeur pour tout couple (n,p) d'entiers.
Cet exemple montre que la notion de calculabilité introduite par la récursivité primitive n'est pas la notion de calculabilité la plus générale, à savoir celle atteinte avec un grand succès par la thèse de Church. Les fonctions récursives primitives constituent, par suite, un exemple épistémologiquement intéressant de système de calcul non équivalent à ceux de Church et Turing. Il  rappelle, si nécessaire — au vu du succès de cette thèse — que la thèse de Church ne dit pas que tout système de calcul est équivalent aux machines de Turing. Il existe des systèmes de calculs, qui semblent pourtant généralistes et puissants, et qui effectivement permettent de définir la plupart des fonctions usuelles, mais qui ne sont pas équivalents aux machines de Turing. Par effet de bord, c'est une médaille de plus à mettre au crédit de la machine de Turing et du lambda-calcul.
Le même problème se pose si on veut utiliser cet algorithme du minimum :
minimum(0,p) = 0
minimum(Succ(n),0) = 0
minimum(Succ(n),Succ(p)) = Succ(minimum(n,p))
Bien que la fonction minimum soit récursive primitive, ce n'est pas la définition précédente qui permet de le montrer.
Pour pouvoir réaliser ces algorithmes on doit passer par un système plus puissant, comme le Système T de Gödel par exemple.

## Un problème indécidable

### Indécidabilité de la récursion primitive
Nous avons vu, dans le paragraphe Limites de la récursion primitive, deux exemples d'algorithmes non récursifs primitifs qui définissent des fonctions :
- La fonction d'Ackermann, dont on peut montrer qu'elle n'est pas récursive primitive. Il n'existe aucun algorithme primitif récursif définissant la fonction d'Ackermann ;
- La fonction minimum, qui, elle, est récursive primitive. Il existe une autre définition de la fonction minimum n'utilisant que la récursion primitive (cf. Exemples/Différence tronquée).

Se pose alors la question suivante. Étant donné une fonction, définie récursivement (par un algorithme quelconque) est-il possible de déterminer par un processus automatique si cette fonction est récursive primitive ? Est-il possible de savoir si sa définition peut être modifiée pour ne faire appel qu'à la récursion primitive ? La réponse à cette question est négative. Il n'existe aucune procédure permettant de dire si une fonction récursive est récursive primitive ou non. On dit que la détermination du caractère récursif primitif d'une fonction définie par un algorithme est indécidable. C'est un cas particulier du théorème de Rice, qui définit toute une classe de questions indécidables.

### Démonstration (n'utilisant pas le théorème de Rice)
Nous pouvons donner schématiquement le raisonnement conduisant à cette conclusion. Les fonctions définies par un algorithme peuvent être numérotées par ordre croissant, au moyen d'un codage numérique de l'algorithme ou de la machine de Turing qui les définit. On appellera {\displaystyle \phi _{n}} la n-ème fonction ainsi définie.
Raisonnons par l'absurde et supposons qu'il existe une procédure RP s'appliquant à l'algorithme définissant une fonction f (ou à l'entier n tel que {\displaystyle f=\phi _{n}}) et qui vaut 1 si f est récursive primitive et 0 sinon. Notons RP(f) cette valeur 0 ou 1. Considérons alors, pour chaque entier n la fonction {\displaystyle g_{n}} de {\displaystyle x} définie par :
{\displaystyle g_{n}(x)=\phi _{n}(n)\times 0}
Si l'algorithme de la fonction {\displaystyle \phi _{n}} se termine par une valeur quelconque lorsqu'on l'applique à l'entier n lui-même, alors {\displaystyle g_{n}} est identiquement nulle. Elle est alors récursive primitive, et {\displaystyle RP(g_{n})} = 1. Par contre, si l'algorithme de la fonction {\displaystyle \phi _{n}} se met à boucler indéfiniment lorsqu'on l'applique à l'entier n lui-même, alors le calcul de {\displaystyle g_{n}(x)} ne se termine pas. {\displaystyle g_{n}} n'est pas récursive primitive, et {\displaystyle RP(g_{n})} = 0. On a donc :
{\displaystyle RP(g_{n})=0} si et seulement si le calcul de {\displaystyle \phi _{n}(n)} ne se termine pas.

Considérons enfin la fonction C définie par l'algorithme suivant :
function C(n)
if {\displaystyle RP(g_{n})} = 0 
then return(0)
else while true do od
 fi
La fonction C fonctionne comme suit : si {\displaystyle RP(g_{n})=0}, alors C(n) retourne la valeur 0. Mais si {\displaystyle RP(g_{n})=1}, alors C(n) entre dans une boucle dont elle ne ressort pas, et l'algorithme ne se termine pas. Autrement dit :
Le calcul de C(n) se termine si et seulement si {\displaystyle RP(g_{n})=0}, si et seulement si le calcul de {\displaystyle \phi _{n}(n)} ne se termine pas.

C étant défini par algorithme possède un rang c tel que {\displaystyle C=\phi _{c}}. L'équivalence ci-dessus s'écrit alors :
Le calcul de {\displaystyle \phi _{c}(n)} se termine si et seulement si le calcul de {\displaystyle \phi _{n}(n)} ne se termine pas.
Que se passe-t-il lorsqu'on donne à n la valeur c ? L'équivalence devient :
Le calcul de {\displaystyle \phi _{c}(c)} se termine si et seulement si le calcul de {\displaystyle \phi _{c}(c)} ne se termine pas.
ce qui est absurde.
Aboutissant à une contradiction, on en conclut que la procédure RP ne peut exister.

### Exemple
Considérons la fonction définie comme suit, pour n>0 :
function Collatz(n)
while n<>1 do
if n mod 2 = 0 then n := n/2
else n := 3*n+1 fi
od
 return(1)
On ignore si, pour tout n, la boucle while se termine ou si, au contraire, il existe un entier n pour lequel le programme boucle indéfiniment. La conjecture de Syracuse postule que c'est le premier cas qui se produit. Il en résulterait alors que la fonction Collatz est la fonction constante égale à 1, et donc récursive primitive. Mais on est actuellement dans l'incapacité de prouver cette assertion.

## Formalismes
La récursion primitive est un langage de programmation théorique qui a la propriété que tous les programmes écrits dans ce langage terminent. Pour pouvoir écrire des programmes dans ce langage on peut utiliser différents formalismes.

### Les termes de Martin-Löf
Les termes de Martin-Löf[réf. nécessaire] sont soit :
- le numéral 0 ;
- le successeur d'un terme Succ ;
- une variable a, b, c…
- une récursion : Rec(t, b, (x,y) s).

Dans la récursion, t est un terme sur lequel on fait la récursion, b est le cas de base et s l'étape de récurrence. Dans l'étape de récurrence, la variable x représente le prédécesseur de l'entier sur lequel on fait la récurrence et le y est l'étape de récurrence.

#### Exemple
L'addition de n et p s'écrit Rec(n,p,(x,y)Succ(y)).

### Les combinateurs de Kleene
Kleene[réf. nécessaire] a introduit les combinateurs qui sont une autre manière de représenter les fonctions récursives primitives. Les combinateurs sont munis d'arité, c'est-à-dire qu'ils ont un nombre de paramètres défini (sauf dans un cas particulier).
Un combinateur est :
- le combinateur 0 d'arité zéro. C'est une fonction constante ;
- le combinateur Succ d'arité un qui va associer à un combinateur son successeur ;
- la ie projection : πin d'arité n qui va associer à un n-uplet le ie élément ;
- l'application S(c ; c1, …, cn), c étant un combinateur d'arité n, et les ci des combinateurs d'arité m et le combinateur en entier est d'arité m. Ce combinateur sert à donner à un combinateur des paramètres quelconques ;
- la Récursion : Rec(b,s) avec b un combinateur d'arité n, s un combinateur d'arité n+2 et le combinateur en entier est d'arité n+1. b est le cas de base et s l'étape de récurrence.

#### Exemples
L'addition se programme ainsi : Rec(π11, S(Succ, π23))